# Campos

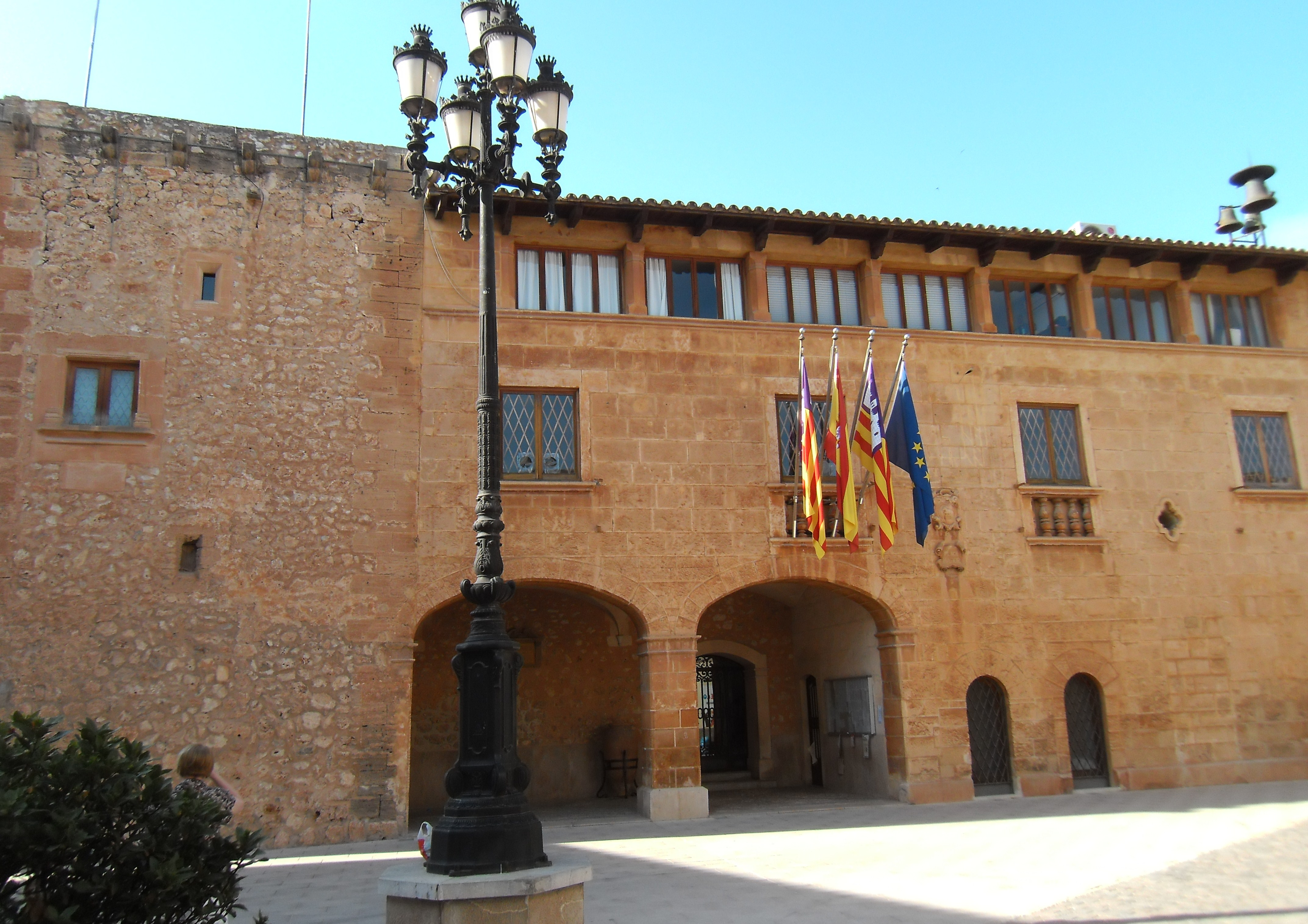
Rathaus von Campos

Campos ist eine Gemeinde auf der spanischen Baleareninsel Mallorca. Die gleichnamige Kleinstadt im Landesinneren ist Verwaltungssitz der Gemeinde im Süden der Insel in der Region (Comarca) Migjorn.
Die Gemeinde Campos hatte 2024 12.163 gemeldete Bewohner. Dies sind 81 Einwohner pro km². Im Jahr 2006 betrug der Ausländeranteil der Gemeinde 16,2 % (1.342), der Anteil deutscher Einwohner 5,0 % (416). Hauptwirtschaftsfaktoren sind Landwirtschaft, Viehzucht und Käserei.

## Geografie

### Geografische Lage
Die eher flache Gemeinde Campos liegt an der Südküste Mallorcas, an einem Küstenabschnitt, der vom Ort Sa Ràpita im Westen bis ses Arenes hinter dem langgezogenen Sandstrand von Es Trenc im Südosten reicht. Der gleichnamige Hauptort der Gemeinde liegt etwa neun Kilometer von der Küste entfernt an der Verbindungsstraße von Palma zu den Feriengebieten an der Ostküste (Cala d’Or, Cala Figuera). Die Entfernung von Campos nach Palma beträgt ca. 35 Kilometer.

### Nachbargemeinden
Im Osten grenzen die Gemeinden Felanitx, Santanyí und Ses Salines an das Gemeindegebiet von Campos. Sie gehören wie auch die westlich angrenzende Gemeinde Llucmajor und auch Campos selbst zur Region Migjorn. Nördlich grenzt die Region Plà de Mallorca mit der Gemeinde Porreres an das Gebiet von Campos.

### Orte der Gemeinde
Zur Gemeinde Campos gehören folgende Orte:
- Campos (6912 / 8048 Einwohner)
- Dalt sa Ràpita (142 / 142 Einwohner)
- El Palmer ( – / 2 Einwohner)
- Sa Ràpita (899 / 899 Einwohner)
- Sa Sorda ( – / 12 Einwohner)
- Sa Vinyola (110 / 110 Einwohner)
- Ses Covetes (10 / 81 Einwohner)

Die Einwohnerzahlen in Klammern stammen vom 1. Januar 2008. Die erste Zahl gibt dabei die Einwohner der geschlossenen Ortschaften an, die zweite Zahl die Einwohner der Orte einschließlich der hinzu zu rechnenden „verstreut“ lebenden Bevölkerung außerhalb der eigentlichen Siedlungen. (Quelle: INE)
| Jahr      | 1842  | 1877  | 1887  | 1900  | 1910  | 1920  | 1930  | 1940  | 1950  | 1960  | 1970  | 1981  | 1991  | 2001  | 2011  |
| --------- | ----- | ----- | ----- | ----- | ----- | ----- | ----- | ----- | ----- | ----- | ----- | ----- | ----- | ----- | ----- |
| Einwohner | 3.129 | 4.072 | 4.347 | 4.611 | 4.682 | 5.379 | 6.306 | 6.171 | 6.564 | 6.939 | 6.668 | 6.491 | 6.419 | 6.360 | 9.862 |

## Kultur und Sehenswürdigkeiten

### Strände
Strände, die sich auf dem Gemeindegebiet von Campos befinden (Auflistung von Südost nach West):
- Platja des Trenc
- Platja de sa Ràpita

## Persönlichkeiten
In Campos geboren wurden der christliche Missionar Bartomeu Sala i Sala (1821–1895) und der Segler Antoni Nicolau i Adrover (* 1962), der von hier aus 1996 zu einer Weltumsegelung aufbrach. Auch der Biologe und Biochemiker Pere Puigserver i Burguera (* 1965) und der Dartspieler Toni Alcinas (* 1979) stammen aus Campos.